# Rekownica (województwo warmińsko-mazurskie)
Rekownica (niem. Rekownitza, w latach 1921–1945 Großwalde) – wieś w Polsce położona w województwie warmińsko-mazurskim, w powiecie szczycieńskim, w gminie Jedwabno.
W latach 1975–1998 miejscowość położona była w województwie olsztyńskim.
Przez wieś przebiega droga wojewódzka nr 508.